# Zbigniew Batko
Zbigniew Batko (* 11. Oktober 1940 in Kamiona; † 18. Dezember 2007 in Łódź) war ein polnischer Übersetzer, Schriftsteller und Drehbuchautor.

## Leben
Batko lebte nach Zweiten Weltkrieg mit seiner Mutter und seinen Schwestern in Porąbka bei Sosnowiec und anschließend in Żyrowa. Aufgrund einer Erkrankung seiner Mutter verbrachte einen Teil seiner Kindheit in Kinderheimen. Er legte sein Abitur in Gogolin ab und nahm 1958 ein Studium der Polonistik mit Schwerpunkt Filmtheorie und Filmgeschichte an der Universität Łódź auf. Dort erwarb er 1966 den Magister. Als Drehbuchautor debütierte er bei der Trickfilmserie für Kinder Zaczarowany ołówek (Der verzauberte Bleistift), an der er von 1969 bis 1971 mit Adam Ochocki arbeitete. Von 1990 an widmete er sich ausschließlich der Schriftstellerei und der Übersetzung. Sein Roman Oko wurde 1992 für den Janusz-A.-Zajdel-Preis nominiert. 
Fast 50 englische Romane wurden von ihm ins Polnische übersetzt. 

## Drehbücher
- Zaczarowany ołówek, 1969–1971
- Marcel wyrusza w świat, 1990, zusammen mit Antoni Bańkowski, Regie: Krzysztof Rynkiewicz
- Siedmiomilowe trampki, 1993, zusammen mit Antoni Bańkowski, Regie: Krzysztof Rynkiewicz
- Deborah, 1995, Regie: Ryszard Brylski

## Prosa
- Tony Richardson – klasyk gniewnego kina, 1984
- Z powrotem, czyli fatalne skutki niewłaściwych lektur. NOWA, Warschau 1984, ISBN 83-7054-030-9.
- Oko. Iskry, Warschau 1992, ISBN 83-207-0612-2.

## Übersetzungen (Auswahl)
- John Banville: Mefisto, 2005
- Jeanette Winterson: Sztuka i kłamstwa, 1999
- John Steinbeck: Myszy i ludzie., 1998
- Zadie Smith: Łowca autografów., 2004
- James Joyce: Dublińczycy, 2005
- Hugh Lofting: Doctor Doolittle i jego zwierzęta, 1998
- T. C. Boyle: Drop City, 2005
- Jonathan Carroll: Kości księżyca, 1997